# Atta silvai
Atta silvai là một loài kiến ăn lá Tân Thế giới, trong họ Myrmicinae thuộc chi Atta. Loài này thuộc một trong hai chi kiến nấm thuộc tông Attini.

## Synonyms
- Atta laevigata venezuelensis, Gonçalves
- Atta (Neoatta) silvai, Gonçalves
- Atta (Neoatta) laevigata subsp. venezuelensis, Gonçalves
- Atta (Neoatta) silvae, Gonçalves
- Atta silvae, Gonçalves
- Atta silvai, Gonçalves
- Atta sexdens r. rubropilosa var. bolchevista, Forel
- Atta sexdens bolchevista, Gonçalves
- Atta (Neoatta) sexdens subsp. bolchevista, Gonçalves[1]